# 中国民主建国会湖北省委员会
中国民主建国会湖北省委员会，简称民建湖北省委、湖北民建，是中国民主建国会在湖北省的地方组织。